# Inírida (rijeka)
Inírida je rijeka u Kolumbiji, najveća pritoka rijeke Guaviare. Pripada porječju rijeke Orinoco.